# رونغ (تشناران)
رونغ (بالفارسية: رونگ) هي قرية تقع في قسم غلمكان الريفي (مقاطعة تشناران) في إيران. يقدر عدد سكانها بـ 12 نسمة بحسب إحصاء 2016.